# Liste der Nummer-eins-Hits in Polen (2017)
Dies ist eine Liste der Nummer-eins-Hits in Polen im Jahr 2017. Sie basiert auf den offiziellen Airplay Top 100 und den Album Top 50, die im Auftrag des polnischen Związek Producentów Audio-Video erstellt werden.

## Singles
| ← 2016 ← | Liste der Nummer-eins-Hits in Polen | Liste der Nummer-eins-Hits in Polen                          | Liste der Nummer-eins-Hits in Polen | 2018 →                    |
| \| Zeitraum \| Wo. ges. \| Interpret \| Titel Autor(en) \| Zusätzliche Informationen \| \| (Zeitraum, Wochen auf Platz eins, Interpret, Titel, Autor[en], zusätzliche Informationen) \| \| \| \| \| \| ----------------------------------------------------------------------------------------- \| -------- \| ------------------------------------------------------------ \| --------------------------------------------------------------------------------------------------------------------------------------------------------------------------------- \| ------------------------- \| \| 31. Dezember 2016 – 6. Januar 2017 1 Woche (insgesamt 2) \| 2 \| C-BooL feat. Giang Pham \| Magic Symphony \| – \| \| 7. Januar 2017 – 13. Januar 2016 1 Woche \| 1 \| Gromee feat. Mahan Moin \| Spirit \| – \| \| 14. Januar 2017 – 20. Januar 2017 1 Woche (insgesamt 2) \| 2 \| C-BooL feat. Giang Pham \| Magic Symphony \| – \| \| 21. Januar 2017 – 3. Februar 2017 2 Wochen \| 2 \| Álvaro Soler feat. Monika Lewczuk \| Libre \| – \| \| 4. Februar 2017 – 7. April 2017 9 Wochen \| 9 \| Ed Sheeran \| Shape of You Ed Sheeran, Steve Mac, Johnny McDaid, Kandi Burruss, Tameka Cottle, Kevin Briggs \| – \| \| 8. April 2017 – 14. April 2017 1 Woche (insgesamt 2) \| 2 \| Tiësto feat. Bright Sparks \| On My Way Ashley Hicklin, Kimberley Sawford \| – \| \| 15. April 2017 – 28. April 2017 2 Wochen \| 2 \| Katy Perry feat. Skip Marley \| Chained to the Rhythm Max Martin, Sia Furler, Katy Perry, Ali Payami, Skip Marley \| – \| \| 29. April 2017 – 5. Mai 2017 1 Woche (insgesamt 2) \| 2 \| Tiësto feat. Bright Sparks \| On My Way Ashley Hicklin, Kimberley Sawford \| – \| \| 6. Mai 2017 – 12. Mai 2017 1 Woche (insgesamt 3) \| 3 \| Grzegorz Hyży \| O pani! \| – \| \| 13. Mai 2017 – 19. Mai 2017 1 Woche \| 1 \| The Chainsmokers & Coldplay \| Something Just Like This Andrew Taggart, Chris Martin, Guy Berryman, Jonny Buckland, Will Champion \| – \| \| 20. Mai 2017 – 2. Juni 2017 2 Wochen (insgesamt 3) \| 3 \| Grzegorz Hyży \| O pani! \| – \| \| 3. Juni 2017 – 9. Juni 2017 1 Woche \| 1 \| Luis Fonsi feat. Daddy Yankee \| Despacito Luis Fonsi, Erika Ender \| – \| \| 10. Juni 2017 – 16. Juni 2017 1 Woche (insgesamt 3) \| 3 \| Harry Styles \| Sign of the Times Jeff Bhasker, Harry Styles, Tyler Johnson, Alex Salibian, Mitch Rowland, Ryan Nasci \| – \| \| 17. Juni 2017 – 23. Juni 2017 1 Woche \| 1 \| Clean Bandit feat. Zara Larsson \| Symphony Steve Mac, Ina Wroldsen, Ammar Malik, Jack Patterson \| – \| \| 24. Juni 2017 – 7. Juli 2017 2 Wochen (insgesamt 3) \| 3 \| Harry Styles \| Sign of the Times Jeff Bhasker, Harry Styles, Tyler Johnson, Alex Salibian, Mitch Rowland, Ryan Nasci \| – \| \| 8. Juli 2017 – 14. Juli 2017 1 Woche \| 1 \| Shakira \| Me enamoré Antonio Rayo Gibo, Shakira Isabel Mebarak Ripoll \| – \| \| 15. Juli 2017 – 4. August 2017 3 Wochen \| 3 \| Robin Schulz feat. James Blunt \| OK Junkx, Steve Mac, James Blunt, Maureen McDonald, Robin Schulz \| – \| \| 5. August 2017 – 8. September 2017 5 Wochen \| 5 \| Filatov & Karas \| Time Won’t Wait Stevie Appleton, Dmitrij Filatov, Duane Harden, Aleksey Osokin \| – \| \| 9. September 2017 – 15. September 2017 1 Woche \| 1 \| Ania Dąbrowska \| Nieprawda (Gromee Remix) Ania Dąbrowska, Dagmara Melosik \| – \| \| 16. September 2017 – 29. September 2017 2 Wochen \| 2 \| Calvin Harris feat. Pharrell Williams, Katy Perry & Big Sean \| Feels Sean Michael Anderson, Calvin Harris, Brittany Talia Hazzard, Katy Perry, Pharrell Williams \| – \| \| 30. September 2017 – 6. Oktober 2017 1 Woche \| 1 \| Pink \| What About Us? Steve Mac, John McDaid, Alecia B. Moore \| – \| \| 7. Oktober 2017 – 27. Oktober 2017 3 Wochen \| 3 \| Axwell Λ Ingrosso \| More Than You Know Sebastian Ingrosso, Salem Al Fakir, Axel Hedfors, Vincent Pontare, Richard Zastenker \| – \| \| 28. Oktober 2017 – 3. November 2017 1 Woche (insgesamt 3) \| 3 \| Zayn feat. Sia \| Dusk Till Dawn Zayn Malik, Sia Furler, Greg Kurstin \| – \| \| 4. November 2017 – 10. November 2017 1 Woche (insgesamt 2) \| 2 \| Ania Dąbrowska \| Z Tobą nie umiem wygrać \| – \| \| 11. November 2017 – 17. November 2017 1 Woche (insgesamt 3) \| 3 \| Zayn feat. Sia \| Dusk Till Dawn Zayn Malik, Sia Furler, Greg Kurstin \| – \| \| 18. November 2017 – 24. November 2017 1 Woche (insgesamt 2) \| 2 \| Ania Dąbrowska \| Z Tobą nie umiem wygrać \| – \| \| 25. November 2017 – 1. Dezember 2017 1 Woche (insgesamt 3) \| 3 \| Zayn feat. Sia \| Dusk Till Dawn Zayn Malik, Sia Furler, Greg Kurstin \| – \| \| 2. Dezember 2017 – 8. Dezember 2017 1 Woche (insgesamt 2) \| 2 \| Ed Sheeran \| Perfect Edward Christopher Sheeran \| – \| \| 9. Dezember 2017 – 29. Dezember 2017 3 Wochen \| 3 \| Camila Cabello \| Havana Louis Russell Bell, Camila Cabello, Adam Feeney, Brittany Hazzard, Brian D. Lee, Brandon Perry, Alexandra Leah Tamposi, Jeffrey Williams, Pharrell Williams, Andrew Wotman \| – \| \| 30. Dezember 2017 – 5. Januar 2018 1 Woche (insgesamt 2) \| 2 \| Ed Sheeran \| Perfect Edward Christopher Sheeran \| – \| |                                     |                                                              | |                           |
| ← 2016 |                                     |                                                              | | → 2018 →                  |
| Zeitraum | Wo. ges.                            | Interpret                                                    | Titel Autor(en) | Zusätzliche Informationen |
| (Zeitraum, Wochen auf Platz eins, Interpret, Titel, Autor[en], zusätzliche Informationen) |                                     |                                                              | |                           |
| 31. Dezember 2016 – 6. Januar 2017 1 Woche (insgesamt 2) | 2                                   | C-BooL feat. Giang Pham                                      | Magic Symphony | –                         |
| 7. Januar 2017 – 13. Januar 2016 1 Woche | 1                                   | Gromee feat. Mahan Moin                                      | Spirit | –                         |
| 14. Januar 2017 – 20. Januar 2017 1 Woche (insgesamt 2) | 2                                   | C-BooL feat. Giang Pham                                      | Magic Symphony | –                         |
| 21. Januar 2017 – 3. Februar 2017 2 Wochen | 2                                   | Álvaro Soler feat. Monika Lewczuk                            | Libre | –                         |
| 4. Februar 2017 – 7. April 2017 9 Wochen | 9                                   | Ed Sheeran                                                   | Shape of You Ed Sheeran, Steve Mac, Johnny McDaid, Kandi Burruss, Tameka Cottle, Kevin Briggs                                                                                     | –                         |
| 8. April 2017 – 14. April 2017 1 Woche (insgesamt 2) | 2                                   | Tiësto feat. Bright Sparks                                   | On My Way Ashley Hicklin, Kimberley Sawford | –                         |
| 15. April 2017 – 28. April 2017 2 Wochen | 2                                   | Katy Perry feat. Skip Marley                                 | Chained to the Rhythm Max Martin, Sia Furler, Katy Perry, Ali Payami, Skip Marley                                                                                                 | –                         |
| 29. April 2017 – 5. Mai 2017 1 Woche (insgesamt 2) | 2                                   | Tiësto feat. Bright Sparks                                   | On My Way Ashley Hicklin, Kimberley Sawford | –                         |
| 6. Mai 2017 – 12. Mai 2017 1 Woche (insgesamt 3) | 3                                   | Grzegorz Hyży                                                | O pani! | –                         |
| 13. Mai 2017 – 19. Mai 2017 1 Woche | 1                                   | The Chainsmokers & Coldplay                                  | Something Just Like This Andrew Taggart, Chris Martin, Guy Berryman, Jonny Buckland, Will Champion                                                                                | –                         |
| 20. Mai 2017 – 2. Juni 2017 2 Wochen (insgesamt 3) | 3                                   | Grzegorz Hyży                                                | O pani! | –                         |
| 3. Juni 2017 – 9. Juni 2017 1 Woche | 1                                   | Luis Fonsi feat. Daddy Yankee                                | Despacito Luis Fonsi, Erika Ender | –                         |
| 10. Juni 2017 – 16. Juni 2017 1 Woche (insgesamt 3) | 3                                   | Harry Styles                                                 | Sign of the Times Jeff Bhasker, Harry Styles, Tyler Johnson, Alex Salibian, Mitch Rowland, Ryan Nasci                                                                             | –                         |
| 17. Juni 2017 – 23. Juni 2017 1 Woche | 1                                   | Clean Bandit feat. Zara Larsson                              | Symphony Steve Mac, Ina Wroldsen, Ammar Malik, Jack Patterson | –                         |
| 24. Juni 2017 – 7. Juli 2017 2 Wochen (insgesamt 3) | 3                                   | Harry Styles                                                 | Sign of the Times Jeff Bhasker, Harry Styles, Tyler Johnson, Alex Salibian, Mitch Rowland, Ryan Nasci                                                                             | –                         |
| 8. Juli 2017 – 14. Juli 2017 1 Woche | 1                                   | Shakira                                                      | Me enamoré Antonio Rayo Gibo, Shakira Isabel Mebarak Ripoll | –                         |
| 15. Juli 2017 – 4. August 2017 3 Wochen | 3                                   | Robin Schulz feat. James Blunt                               | OK Junkx, Steve Mac, James Blunt, Maureen McDonald, Robin Schulz | –                         |
| 5. August 2017 – 8. September 2017 5 Wochen | 5                                   | Filatov & Karas                                              | Time Won’t Wait Stevie Appleton, Dmitrij Filatov, Duane Harden, Aleksey Osokin | –                         |
| 9. September 2017 – 15. September 2017 1 Woche | 1                                   | Ania Dąbrowska                                               | Nieprawda (Gromee Remix) Ania Dąbrowska, Dagmara Melosik | –                         |
| 16. September 2017 – 29. September 2017 2 Wochen | 2                                   | Calvin Harris feat. Pharrell Williams, Katy Perry & Big Sean | Feels Sean Michael Anderson, Calvin Harris, Brittany Talia Hazzard, Katy Perry, Pharrell Williams                                                                                 | –                         |
| 30. September 2017 – 6. Oktober 2017 1 Woche | 1                                   | Pink                                                         | What About Us? Steve Mac, John McDaid, Alecia B. Moore | –                         |
| 7. Oktober 2017 – 27. Oktober 2017 3 Wochen | 3                                   | Axwell Λ Ingrosso                                            | More Than You Know Sebastian Ingrosso, Salem Al Fakir, Axel Hedfors, Vincent Pontare, Richard Zastenker                                                                           | –                         |
| 28. Oktober 2017 – 3. November 2017 1 Woche (insgesamt 3) | 3                                   | Zayn feat. Sia                                               | Dusk Till Dawn Zayn Malik, Sia Furler, Greg Kurstin | –                         |
| 4. November 2017 – 10. November 2017 1 Woche (insgesamt 2) | 2                                   | Ania Dąbrowska                                               | Z Tobą nie umiem wygrać | –                         |
| 11. November 2017 – 17. November 2017 1 Woche (insgesamt 3) | 3                                   | Zayn feat. Sia                                               | Dusk Till Dawn Zayn Malik, Sia Furler, Greg Kurstin | –                         |
| 18. November 2017 – 24. November 2017 1 Woche (insgesamt 2) | 2                                   | Ania Dąbrowska                                               | Z Tobą nie umiem wygrać | –                         |
| 25. November 2017 – 1. Dezember 2017 1 Woche (insgesamt 3) | 3                                   | Zayn feat. Sia                                               | Dusk Till Dawn Zayn Malik, Sia Furler, Greg Kurstin | –                         |
| 2. Dezember 2017 – 8. Dezember 2017 1 Woche (insgesamt 2) | 2                                   | Ed Sheeran                                                   | Perfect Edward Christopher Sheeran | –                         |
| 9. Dezember 2017 – 29. Dezember 2017 3 Wochen | 3                                   | Camila Cabello                                               | Havana Louis Russell Bell, Camila Cabello, Adam Feeney, Brittany Hazzard, Brian D. Lee, Brandon Perry, Alexandra Leah Tamposi, Jeffrey Williams, Pharrell Williams, Andrew Wotman | –                         |
| 30. Dezember 2017 – 5. Januar 2018 1 Woche (insgesamt 2) | 2                                   | Ed Sheeran                                                   | Perfect Edward Christopher Sheeran | –                         |

### Alben
| ← 2016 ← | Liste der Nummer-eins-Hits in Polen | Liste der Nummer-eins-Hits in Polen  | Liste der Nummer-eins-Hits in Polen      | 2018 →                    |
| \| Zeitraum \| Wo. ges. \| Interpret \| Titel \| Zusätzliche Informationen \| \| (Zeitraum, Wochen auf Platz eins, Interpret, Titel, zusätzliche Informationen) \| \| \| \| \| \| ------------------------------------------------------------------------------ \| -------- \| ------------------------------------ \| ---------------------------------------- \| ------------------------- \| \| 22. Dezember 2016 – 11. Januar 2017 3 Wochen (insgesamt 4) \| 4 \| Metallica \| Hardwired…to Self-Destruct \| – \| \| 12. Januar 2017 – 1. Februar 2017 3 Wochen \| 3 \| Michael Jackson \| Number Ones \| – \| \| 2. Februar 2017 – 8. Februar 2017 1 Woche \| 1 \| Dwa Sławy \| Dandys Flow \| – \| \| 9. Februar 2017 – 15. Februar 2017 1 Woche \| 1 \| Hades \| Świattło \| – \| \| 16. Februar 2017 – 22. Februar 2017 1 Woche \| 1 \| Michał Bajor \| Moja miłość \| – \| \| 23. Februar 2017 – 1. März 2017 1 Woche \| 1 \| Happysad \| Ciało obce \| – \| \| 2. März 2017 – 8. März 2017 1 Woche \| 1 \| Bedoes & Kubi Producent \| Aby śmierć miała znaczenie \| – \| \| 9. März 2017 – 15. März 2017 1 Woche \| 1 \| Guzior \| Evil Twin \| – \| \| 16. März 2017 – 29. März 2017 2 Wochen \| 2 \| Ed Sheeran \| ÷ (Divide) \| – \| \| 30. März 2017 – 5. April 2017 1 Woche (insgesamt 3) \| 3 \| Depeche Mode \| Spirit \| – \| \| 6. April 2017 – 12. April 2017 1 Woche \| 1 \| LemON \| Tu \| – \| \| 13. April 2017 – 19. April 2017 1 Woche \| 1 \| Dawid Podsiadło \| Annoyance and Disappointment \| – \| \| 20. April 2017 – 26. April 2017 1 Woche \| 1 \| Peja / Slums Attack \| Remisja \| – \| \| 27. April 2017 – 10. Mai 2017 2 Wochen \| 2 \| Álvaro Soler \| Eterno agosto \| – \| \| 11. Mai 2017 – 17. Mai 2017 1 Woche \| 1 \| (Verschiedene Interpreten) \| Siesta XII – prezentuje Marcin Kydryński \| – \| \| 18. Mai 2017 – 24. Mai 2017 1 Woche \| 1 \| Anna Maria Jopek & Gonzalo Rubalcaba \| Minione \| – \| \| 25. Mai 2017 – 31. Mai 2017 1 Woche \| 1 \| Harry Styles \| Harry Styles \| – \| \| 1. Juni 2017 – 7. Juni 2017 1 Woche \| 1 \| WSRH \| Zenit \| – \| \| 8. Juni 2017 – 14. Juni 2017 1 Woche \| 1 \| Tau \| On \| – \| \| 15. Juni 2017 – 21. Juni 2017 1 Woche \| 1 \| Roger Waters \| Is This The Life We Really Want? \| – \| \| 22. Juni 2017 – 5. Juli 2017 2 Wochen \| 2 \| Quebonafide \| Egzotyka \| – \| \| 6. Juli 2017 – 12. Juli 2017 1 Woche \| 1 \| Tede & Sir Mich \| Skrrrt \| – \| \| 13. Juli 2017 – 19. Juli 2017 1 Woche \| 1 \| Quebonafide \| Egzotyka \| – \| \| 20. Juli 2017 – 26. Juli 2017 1 Woche \| 1 \| (Verschiedene Interpreten) \| Bravo Hits lato 2017 \| – \| \| 27. Juli 2017 – 9. August 2017 2 Wochen \| 2 \| Leonard Cohen \| Live in London \| – \| \| 10. August 2017 – 30. August 2017 3 Wochen \| 3 \| Michael Bublé \| To Be Loved \| – \| \| 31. August 2017 – 6. September 2017 1 Woche \| 1 \| ABBA \| 18 Hits \| – \| \| 7. September 2017 – 13. September 2017 1 Woche \| 1 \| Taco Hemingway \| Szprycer \| – \| \| 14. September 2017 – 20. September 2017 1 Woche \| 1 \| U2 \| U218 Singles \| – \| \| 21. September 2017 – 11. Oktober 2017 3 Wochen \| 3 \| Sting \| The Best of 25 Years \| – \| \| 12. Oktober 2017 – 18. Oktober 2017 1 Woche (insgesamt 2) \| 2 \| Ania Dąbrowska \| Dla naiwnych marzycieli \| – \| \| 19. Oktober 2017 – 2. November 2017 2 Wochen (insgesamt 3) \| 3 \| Depeche Mode \| Spirit \| – \| \| 3. November 2017 – 9. November 2017 1 Woche \| 1 \| Ed Sheeran \| × \| – \| \| 10. November 2017 – 16. November 2017 1 Woche \| 1 \| Kortez \| Mój dom \| – \| \| 17. November 2017 – 30. November 2017 2 Wochen \| 2 \| George Michael \| Twenty Five \| – \| \| 1. Dezember 2017 – 7. Dezember 2017 1 Woche \| 1 \| Paluch \| Złota owca \| – \| \| 8. Dezember 2017 – 14. Dezember 2017 1 Woche \| 1 \| Young Multi \| Nowa fala \| – \| \| 15. Dezember 2017 – 21. Dezember 2017 1 Woche \| 1 \| Różni Wykonawcy \| Kolędy I Pastorałki (Złota Kolekcja) \| – \| \| 22. Dezember 2017 – 4. Januar 2018 2 Wochen \| 2 \| Michael Bublé \| Christmas \| – \| |                                     |                                      |                                          |                           |
| ← 2016 |                                     |                                      |                                          | → 2018 →                  |
| Zeitraum | Wo. ges.                            | Interpret                            | Titel                                    | Zusätzliche Informationen |
| (Zeitraum, Wochen auf Platz eins, Interpret, Titel, zusätzliche Informationen) |                                     |                                      |                                          |                           |
| 22. Dezember 2016 – 11. Januar 2017 3 Wochen (insgesamt 4) | 4                                   | Metallica                            | Hardwired…to Self-Destruct               | –                         |
| 12. Januar 2017 – 1. Februar 2017 3 Wochen | 3                                   | Michael Jackson                      | Number Ones                              | –                         |
| 2. Februar 2017 – 8. Februar 2017 1 Woche | 1                                   | Dwa Sławy                            | Dandys Flow                              | –                         |
| 9. Februar 2017 – 15. Februar 2017 1 Woche | 1                                   | Hades                                | Świattło                                 | –                         |
| 16. Februar 2017 – 22. Februar 2017 1 Woche | 1                                   | Michał Bajor                         | Moja miłość                              | –                         |
| 23. Februar 2017 – 1. März 2017 1 Woche | 1                                   | Happysad                             | Ciało obce                               | –                         |
| 2. März 2017 – 8. März 2017 1 Woche | 1                                   | Bedoes & Kubi Producent              | Aby śmierć miała znaczenie               | –                         |
| 9. März 2017 – 15. März 2017 1 Woche | 1                                   | Guzior                               | Evil Twin                                | –                         |
| 16. März 2017 – 29. März 2017 2 Wochen | 2                                   | Ed Sheeran                           | ÷ (Divide)                               | –                         |
| 30. März 2017 – 5. April 2017 1 Woche (insgesamt 3) | 3                                   | Depeche Mode                         | Spirit                                   | –                         |
| 6. April 2017 – 12. April 2017 1 Woche | 1                                   | LemON                                | Tu                                       | –                         |
| 13. April 2017 – 19. April 2017 1 Woche | 1                                   | Dawid Podsiadło                      | Annoyance and Disappointment             | –                         |
| 20. April 2017 – 26. April 2017 1 Woche | 1                                   | Peja / Slums Attack                  | Remisja                                  | –                         |
| 27. April 2017 – 10. Mai 2017 2 Wochen | 2                                   | Álvaro Soler                         | Eterno agosto                            | –                         |
| 11. Mai 2017 – 17. Mai 2017 1 Woche | 1                                   | (Verschiedene Interpreten)           | Siesta XII – prezentuje Marcin Kydryński | –                         |
| 18. Mai 2017 – 24. Mai 2017 1 Woche | 1                                   | Anna Maria Jopek & Gonzalo Rubalcaba | Minione                                  | –                         |
| 25. Mai 2017 – 31. Mai 2017 1 Woche | 1                                   | Harry Styles                         | Harry Styles                             | –                         |
| 1. Juni 2017 – 7. Juni 2017 1 Woche | 1                                   | WSRH                                 | Zenit                                    | –                         |
| 8. Juni 2017 – 14. Juni 2017 1 Woche | 1                                   | Tau                                  | On                                       | –                         |
| 15. Juni 2017 – 21. Juni 2017 1 Woche | 1                                   | Roger Waters                         | Is This The Life We Really Want?         | –                         |
| 22. Juni 2017 – 5. Juli 2017 2 Wochen | 2                                   | Quebonafide                          | Egzotyka                                 | –                         |
| 6. Juli 2017 – 12. Juli 2017 1 Woche | 1                                   | Tede & Sir Mich                      | Skrrrt                                   | –                         |
| 13. Juli 2017 – 19. Juli 2017 1 Woche | 1                                   | Quebonafide                          | Egzotyka                                 | –                         |
| 20. Juli 2017 – 26. Juli 2017 1 Woche | 1                                   | (Verschiedene Interpreten)           | Bravo Hits lato 2017                     | –                         |
| 27. Juli 2017 – 9. August 2017 2 Wochen | 2                                   | Leonard Cohen                        | Live in London                           | –                         |
| 10. August 2017 – 30. August 2017 3 Wochen | 3                                   | Michael Bublé                        | To Be Loved                              | –                         |
| 31. August 2017 – 6. September 2017 1 Woche | 1                                   | ABBA                                 | 18 Hits                                  | –                         |
| 7. September 2017 – 13. September 2017 1 Woche | 1                                   | Taco Hemingway                       | Szprycer                                 | –                         |
| 14. September 2017 – 20. September 2017 1 Woche | 1                                   | U2                                   | U218 Singles                             | –                         |
| 21. September 2017 – 11. Oktober 2017 3 Wochen | 3                                   | Sting                                | The Best of 25 Years                     | –                         |
| 12. Oktober 2017 – 18. Oktober 2017 1 Woche (insgesamt 2) | 2                                   | Ania Dąbrowska                       | Dla naiwnych marzycieli                  | –                         |
| 19. Oktober 2017 – 2. November 2017 2 Wochen (insgesamt 3) | 3                                   | Depeche Mode                         | Spirit                                   | –                         |
| 3. November 2017 – 9. November 2017 1 Woche | 1                                   | Ed Sheeran                           | ×                                        | –                         |
| 10. November 2017 – 16. November 2017 1 Woche | 1                                   | Kortez                               | Mój dom                                  | –                         |
| 17. November 2017 – 30. November 2017 2 Wochen | 2                                   | George Michael                       | Twenty Five                              | –                         |
| 1. Dezember 2017 – 7. Dezember 2017 1 Woche | 1                                   | Paluch                               | Złota owca                               | –                         |
| 8. Dezember 2017 – 14. Dezember 2017 1 Woche | 1                                   | Young Multi                          | Nowa fala                                | –                         |
| 15. Dezember 2017 – 21. Dezember 2017 1 Woche | 1                                   | Różni Wykonawcy                      | Kolędy I Pastorałki (Złota Kolekcja)     | –                         |
| 22. Dezember 2017 – 4. Januar 2018 2 Wochen | 2                                   | Michael Bublé                        | Christmas                                | –                         |